# جایزه بفتای بهترین فیلم‌برداری
جایزه بفتا بهترین فیلم‌برداری (انگلیسی: BAFTA Award for Best Cinematography) یکی از جوایز بفتا است که هر سال به بهترین فیلم‌بردار اختصاص می‌یابد.

## دهه ۱۹۶۰

### رنگی
- ۱۹۶۳ - از روسیه همراه با عشق - تد مور
  - نه ساعت به راما – آرتور ایبتسون
  - The Running Man – Robert Krasker
  - Sammy Going South – Erwin Hillier
  - The Scarlet Blade – جک اشر
  - Tamahine – جفری آنسورث
  - آدم‌های خیلی مهم – جک هیلیارد
- ۱۹۶۴ - بکیت - جفری آنسورث
  - سحرگاه هفتم – فردی یانگ
  - The Chalk Garden – Arthur Ibbetson
  - Nothing But the Best – نیکلاس روگ
  - رولز-رویس زرد – جک هیلیارد
- ۱۹۶۵ - پرونده ایپکرس - اوتو هلر
  - کمک! (فیلم) – دیوید واتکین
  - لرد جیم – Freddie Young
  - مردان پرابهت در طیاره‌های پرسرعت – کریستوفر چالیس
- ۱۹۶۶ - نقش عربی - کریستوفر چالیس
  - الفی – Otto Heller
  - مکس آبی – Douglas Slocombe
  - Modesty Blaise – جک هیلیارد
- ۱۹۶۷ - مردی برای تمام فصول - تد مور
  - آگراندیسمان – کارلو دی پالما
  - رابطه مرگ‌آور – فردی یانگ
  - دور از اجتماع خشمگین – نیکلاس روگ

### سیاه و سفید
- ۱۹۶۳ - خدمتکار - داگلاس اسلوکام
  - بیلی دروغگو – دنیس کوپ
  - Heavens Above! – Mutz Greenbaum
  - Station Six-Sahara – Gerald Gibbs
  - The Victors – Christopher Challis
- ۱۹۶۴ - کدو خور - اوسوالد موریس
  - Guns at Batasi – داگلاس اسلوکام
  - King & Country – دنیس کوپ
  - جلسه احضار ارواح در یک بعدازظهر بارانی – جری تورپین
- ۱۹۶۵ - تپه - اوسوالد موریس
  - عزیز – کنت هیگینز
  - مهارت ...و نحوه به دست آوردنش – David Watkin
  - انزجار – گیلبرت تیلور
- ۱۹۶۶ - جاسوس جنگ سرد - اوسوالد موریس
  - بانی لیک گم شده – دنیس کوپ
  - بن‌بست – گیلبرت تیلور
  - جورجی دختر – کنت هیگینز
- ۱۹۶۷ - نجواگران - جری تارپین
  - مادمازل (فیلم) – David Watkin
  - The Sailor from Gibraltar – Raoul Coutard
  - اولیس – Wolfgang Suschitzky

### بهترین فیلم‌بردار
- ۱۹۶۸ - ادیسه فضایی - جفری آنسورث
  - The Charge of the Light Brigade – David Watkin
  - Elvira Madigan – یورگن پرشون
  - شیر در زمستان – Douglas Slocombe
- ۱۹۶۹ - اوه! چه جنگ دلپذیری - جری تارپین
  - بولیت – William A. Fraker
  - دختر شوخ – هری استردلینگ
  - سلام، دالی! – هری استردلینگ
  - مغ – بیلی ویلیامز
  - زنان عاشق – Billy Williams

## دهه ۱۹۷۰
- ۱۹۷۰ - بوچ کسیدی و ساندنس کید - کنراد هال
  - کچ-۲۲ – David Watkin
  - دختر رایان – Freddie Young
  - واترلو – Armando Nannuzzi
- ۱۹۷۱ - مرگ در ونیز - پاسکوالینو د سانتیس
  - ویولون‌زن روی بام – Oswald Morris
  - The Go-Between – گری فیشر
  - یکشنبه خونین یکشنبه – Billy Williams
- ۱۹۷۲ - ماجراهای آلیس در سرزمین عجایب - جفری آنسورث و کاباره - جفری آنسورث
  - پرتقال کوکی – جان آلکات
  - رهایی – ویلموش ژیگموند
  - باغ فینزی کوینتینی – Ennio Guarnieri
  - Images – Vilmos Zsigmond
  - مک‌بی و خانم میلر – Vilmos Zsigmond
- ۱۹۷۳ - حالا نگاه نکن - آنتونی بی. ریچموند
  - Jesus Christ Superstar – داگلاس اسلوکام
  - کارآگاه – Oswald Morris
  - سفرهای من و عمه‌ام – داگلاس اسلوکام
  - فریادها و نجواها – سون نیکویست
- ۱۹۷۴ - گتسبی بزرگ - Douglas Slocombe
  - محله چینی‌ها – جان ای. آلونزو
  - قتل در قطار سریع‌السیر شرق – جفری آنسورث
  - سه تفنگدار – David Watkin
  - زاردوز – جفری آنسورث
- ۱۹۷۵ - بری لیندون - جان آلکات
  - The Man Who Would Be King – اوسوالد موریس
  - رولربال (فیلم ۱۹۷۵) – Douglas Slocombe
  - آسمانخراش جهنمی – فرد کوئینکمپ
- ۱۹۷۶ - پیک‌نیک در هنگینگ راک - راسل بوید
  - Aces High – Gerry Fisher Peter Allwork
  - همه مردان رئیس جمهور – گوردون ویلیس
  - دیوانه از قفس پرید – بیل باتلر, William A. Fraker, and Haskell Wexler
- ۱۹۷۷ - پلی در دوردست - جفری آنسورث
  - کازانووای فلینی – جوزپه روتونو
  - عمیق (فیلم ۱۹۷۷) – کریستوفر چالیس
  - Valentino – Peter Suschitzky
- ۱۹۷۸ - جولیا - داگلاس اسلوکام
  - برخورد نزدیک از نوع سوم – Vilmos Zsigmond
  - دوئل‌بازها – Frank Tidy
  - سوپرمن – جفری آنسورث
- ۱۹۷۹ - شکارچی گوزن - ویلموش ژیگموند
  - اینک آخرالزمان – ویتوریو استورارو
  - منهتن – Gordon Willis
  - Yanks – دیک بوش

## دهه ۱۹۸۰
- ۱۹۸۰ - چیزهای مرتبط دیگر - جوزپه روتونو
  - The Black Stallion – Caleb Deschanel
  - مرد فیل‌نما – فردی فرانسیس
  - کاگه‌موشا – Takao Saitô, ماساهارو اوئدا
- ۱۹۸۱ - تس - جفری آنسورث، گیلان کلوکه
  - ارابه‌های آتش – دیوید واتکین
  - زن ستوان فرانسوی – Freddie Francis
  - مهاجمان صندوق گمشده – داگلاس اسلوکام
- ۱۹۸۲ - بلید رانر - جردن کروننوت
  - ای. تی. موجود فرازمینی – آلن داویا
  - گاندی – Billy Williams Ronnie Taylor
  - سرخ‌ها – ویتوریو استورارو
- ۱۹۸۳ - فانی و الکساندر - سون نیکویست
  - Heat and Dust - Walter Lassally
  - قهرمان محلی - Chris Menges
  - زلیگ - گوردون ویلیس
- ۱۹۸۴ - میدان‌های کشتار - کریس منجس
  - گری‌ستوک: افسانه تارزان، ارباب گوریل‌ها - جان آلکات
  - ایندیانا جونز و معبد مرگ - داگلاس اسلوکام
  - روزی روزگاری در آمریکا - تونینو دلی کلی
- ۱۹۸۵ - آمادئوس - میروسلاو اوندژیچک
  - The Emerald Forest - فیلیپ روسلوت
  - گذرگاهی به هند - Ernest Day
  - شاهد - جان سیل
- ۱۹۸۶ - خارج از آفریقا - دیوید واتکین
  - ماموریت - کریس منجس
  - آشوب - Takao Saitô ماساهارو اوئدا
  - A Room with a View - Tony Pierce-Roberts
- ۱۹۸۷ - ژان دو فلورت - برونو نویتن
  - آزادی را فریاد کن - Ronnie Taylor
  - امید و افتخار - Philippe Rousselot
  - جوخه - رابرت ریچاردسون
- ۱۹۸۸ - امپراتوری خورشید - آلن داویا
  - ضیافت بابت - Henning Kristiansen
  - آخرین امپراتور - Vittorio Storaro
  - چه کسی برای راجر رابیت پاپوش دوخت؟ - دین کندی
- ۱۹۸۹ - میسیسیپی می‌سوزد - پیتر بیزیو
  - روابط خطرناک - Philippe Rousselot
  - گوریل‌ها در مه - جان سیل Alan Root
  - هنری پنجم - Kenneth MacMillan
  - L'Ours - Philippe Rousselot

## دهه ۱۹۹۰
- ۱۹۹۰: ویتوریو استورارو – آسمان سرپناه
  - فردی فرانسیس – Glory
  - مایکل بالهاوس – رفقای خوب
  - بلاسکو جوراتو – سینما پارادیزو
- ۱۹۹۱: پیر لومه – سیرانو دو برژراک
  - دین سملر – رقصنده با گرگ‌ها
  - تاک فوجیموتو – سکوت بره‌ها
  - ایدرین بیدل – تلما و لوییز
- ۱۹۹۲: دانته اسپینوتی – آخرین موهیکان
  - فردی فرانسیس – تنگه وحشت
  - تونی پی‌یرس-رابرتز – هواردز اند
  - جک ان. گرین – نابخشوده
- ۱۹۹۳: یانوش کامینسکی – فهرست شیندلر
  - مایکل بالهاوس – عصر معصومیت
  - استوارت درایبرگ – پیانو
  - تونی پی‌یرس-رابرتز – بازمانده روز
- ۱۹۹۴: فیلیپ روسلوت – مصاحبه با خون‌آشام (فیلم)
  - Brian J. Breheny – ماجراهای پریسیلا، ملکه صحرا
  - دن بورگس – فارست گامپ
  - آندژی سکووا – داستان عامه‌پسند
- ۱۹۹۵: جان تول – شجاع‌دل
  - دین کندی – آپولو ۱۳
  - Andrew Dunn – جنون شاه جرج
  - مایکل کولتر – حس و حساسیت
- ۱۹۹۶: جان سیل – بیمار انگلیسی
  - داریوش خنجی – اویتا
  - راجر دیکینس – فارگو
  - کریس منجس – مایکل کولین
- ۱۹۹۷: ادواردو سرا – بال‌های کبوتر
  - دانته اسپینوتی – محرمانه لس‌آنجلس
  - دونالد مک‌آلپاین – رومئو + ژولیت
  - راسل کارپنتر – تایتانیک
- ۱۹۹۸: رمی ادفاراسین – الیزابت
  - یانوش کامینسکی – نجات سرباز رایان
  - ریچارد گریترکس – شکسپیر عاشق
  - پیتر بیزیو – نمایش ترومن
- ۱۹۹۹: کنراد هال – زیبایی آمریکایی
  - مایکل سرسین – خاکسترهای آنجلا
  - راجر پرت – پایان رابطه
  - بیل پوپ – ماتریکس
  - جان سیل – آقای ریپلی بااستعداد

## دهه ۲۰۰۰
- ۲۰۰۰: جان ماتیسون – گلادیاتور
  - Brian Tufano – بیلی الیوت
  - راجر پرت – شکلات
  - پیتر پائو – ببر خیزان، اژدهای پنهان
  - راجر دیکینس – ای برادر، کجایی؟
- ۲۰۰۱: راجر دیکینس – مردی که آنجا نبود
  - برونو دل‌بونل – سرنوشت شگفت‌انگیز آملی پولن
  - اسواوومیر ایجاک – سقوط شاهین سیاه
  - اندرو لزنی – ارباب حلقه‌ها: یاران حلقه
  - دونالد مک‌آلپاین – مولن روژ!
- ۲۰۰۲: کنراد هال – جاده‌ای به‌سوی تباهی
  - دیان بیبی – شیکاگو
  - مایکل بالهاوس – دار و دسته‌های نیویورکی
  - اندرو لزنی – دو برج
  - پاوئو ادلمن – پیانیست
- ۲۰۰۳: اندرو لزنی – بازگشت پادشاه
  - جان سیل – کوهستان سرد
  - ادواردو سرا – دختری با گوشواره مروارید
  - لانس آکورد – گمشده در ترجمه
  - راسل بوید – ناخدا و فرمانده: آخر دنیا
- ۲۰۰۴: دیان بیبی و پل کامرون – وثیقه
  - رابرت ریچاردسون – هوانورد
  - روبرتو شیفر – در جستجوی ناکجاآباد
  - ژائو شیائودینگ – خانه خنجرهای پران
  - Eric Gautier – خاطرات موتورسیلکت
- ۲۰۰۵: دیان بیبی – خاطرات یک گیشا
  - رودریگو پریتو – کوهستان بروکبک
  - César Charlone – باغبان وفادار
  - جی. مایکل مورو – تصادف
  - Laurent Chalet and Jérôme Maison – رژه پنگوئن‌ها
- ۲۰۰۶: امانوئل لوبزکی – فرزندان انسان
  - رودریگو پریتو – بابل
  - فیل میهیو – کازینو رویال
  - گی‌یرمو نابارو – هزارتوی پن
  - بری آکروید – یونایتد ۹۳
- ۲۰۰۷: راجر دیکینس – جایی برای پیرمردها نیست
  - هریس سوایدز – گانگستر آمریکایی
  - شیموس مک‌گاروی – کفاره
  - الیور وود – اولتیماتوم بورن
  - رابرت السویت – خون به پا خواهد شد
- ۲۰۰۸: آنتونی داد منتل – میلیونر زاغه‌نشین
  - تام استرن – بچه جایگزین
  - کلادیو میراندا – مورد عجیب بنجامین باتن
  - والی فیستر – شوالیه تاریکی
  - راجر دیکینس و کریس منجس – کتاب‌خوان
- ۲۰۰۹: بری آکروید – مهلکه
  - مورو فیوره – آواتار
  - Trent Opaloch – منطقه ۹
  - رابرت ریچاردسون – حرامزاده‌های لعنتی
  - خاویر آگیره‌ساروبه – جاده

## دهه ۲۰۱۰
- ۲۰۱۰: راجر دیکینس – شجاعت واقعی 
  - آنتونی داد منتل و Enrique Chediak – ۱۲۷ ساعت
  - متیو لیباتیک – قوی سیاه
  - والی فیستر – تلقین
  - دنی کوهن (فیلمبردار) – سخنرانی پادشاه
- ۲۰۱۱: گیوم شیفمن – آرتیست 
  - جف کرونن‌وث – دختری با خالکوبی اژدها
  - رابرت ریچاردسون – هوگو
  - هویته ون هویتما – تعمیرکار خیاط سرباز جاسوس
  - یانوش کامینسکی – اسب جنگی
- ۲۰۱۲: کلادیو میراندا – زندگی پی
  - شیموس مک‌گاروی – آنا کارنینا
  - دنی کوهن (فیلمبردار) – بی‌نوایان
  - یانوش کامینسکی – لینکلن
  - راجر دیکینس – اسکای‌فال
- ۲۰۱۳: امانوئل لوبزکی – جاذبه
  - شان بابیت – ۱۲ سال بردگی
  - بری آکروید – کاپیتان فیلیپس
  - برونو دل‌بونل – درون لوین دیویس
  - فدون پاپامیکائیل – نبراسکا
- ۲۰۱۴
  - امانوئل لوبزکی – مرد پرنده‌ای
  - دیک پاپ – آقای ترنر
  - هویته ون هویتما – بین ستاره‌ای
  - رابرت یئومان – هتل بزرگ بوداپست
  - ووکاش ژال و Ryszard Lenczewski – آیدا